# Labradford (album)
| Recensione | Giudizio       |
| ---------- | -------------- |
| Ondarock   | Pietra miliare |

Labradford è il terzo disco dei Labradford, gruppo statunitense post-rock. L'album è considerato tra i più rappresentativi del genere post-rock con ascendenze krautrock.

## Tracce
1. Phantom Channel Crossing – 4:43
2. Mid-Range – 6:29
3. Pico – 5:46
4. The Cipher (testo: 3 – musica: 11)
5. Lake Speed – 6:46
6. Scenic Recovery – 4:51
7. Battered – 7:57